# Tacuapú
El tacuapú (del guaraní, takuapu AFI :/ta kwa 'pu/) es un instrumento de percusión idiófono independiente de golpe directo, propio de los pueblos originarios guaraníes. Consiste en un "tubo de ritmo", también llamado "bastón de ritmo".

## Etimología
La denominación originaria del instrumento musical se compone con los términos Takua (género de cañas), y Pu (sonoridad). Produce un sonido profundo al percutirlo contra la tierra. Se lo toma de la parte media y se lo deja caer, su sonido grave es audible desde lejos.

## Fabricación y ejecución
Para la fabricación del tacuapú, se utiliza un trozo de caña que puede llegar a tener dos metros de largo, y un diámetro de hasta 20 y 30 cm; las variedades utilizadas son las denominadas "takuara" (Guadua angustifolia), y "takuarusú" (Guadua trinii). El segmento de caña elegido se libra de los tabiques internos, apicales e intermedios, conservándole cerrado el extremo inferior. Se obtiene así un tubo hueco y cerrado en el extremo basal; este extremo es el que golpea sobre el piso al dejar caer el instrumento en forma vertical. Al darse la ejecución sobre pisos de tierra, en ocasiones se colocan sobre el suelo lajas o una tabla, para aumentar el volumen sonoro e incluso modificar su timbre. A veces se le hacen al tubo orificios laterales para modificar la sonoridad. Con el agregado de un puñado de piedrecitas, al instrumento también se le agrega la musicalidad de un sonajero. 
El instrumento originariamente es solo ejecutable propiamente por las mujeres. Y está dotado de un claro simbolismo referente a la unión sexual y la fertilización. El tacuapú va asociado como un rasgo, forma parte dentro de ceremonias con danzas y cantos, hechos organizados en esquemas y fórmulas. En estos eventos rituales de la religión guaraní, las mujeres acompañan al canto de los versos con el takuapú, los hombres lo hacen con la mbaraká (maraca). El ritmo de las tacuaras da el motivo para la marcación rítmica, en el balanceo de los cuerpos que danzan la coreografía embellecedora, fortalecedora. Mantenimiento de una alegría que celebra y objetiva las condiciones de vida saludable en la tierra. La presencia grupal femenina es indispensable en la ejecución ceremonial colectiva de los takuapúes.
El uso ampliado de este instrumento, lo usaban los pueblos guaraníes para las fiestas, está registrado en otras extensiones sudamericanas, más al norte, en relevamientos que trabajos de campo etnológicos produjeron tiempo atrás; estando indistinguida en otras etnias originarias su interpretación musical por mujeres u hombres. De forma similar, en Trinidad y Tobago encontramos las comparsas, acostumbradamente formadas por varones, que golpean el piso con los tamboo bamboo. Actualmente, en el área de influencia guaraní, que dentro de Argentina comprende varias etnias, y a la vez varios territorios provinciales, el grupo musical argentino Alba Llaleq, oriundos ellos de la Provincia de Formosa, como representantes de la música folklórica regional toba-guaraní, han dado relieve al Takuapú en la interpretación de esos cancioneros. En el Perú su uso es extendido entre las comunidades amazónicas para faenas de siembra y cosecha, sin embargo, se han hallado restos arqueológicos de cañas con semillas dentro en excavaciones pertenecientes a las culturas preincaicas de la costa y de la zona andina.